# Länsväg Z 503
Länsväg Z 503 är en kortare övrig länsväg i Härjedalens kommun i Jämtlands län som utgår från Riksväg 84 och som går genom småorten Glissjöberg i Svegs distrikt (Svegs socken). Vägen är 1,5 kilometer lång och asfalterad.
Vägen ansluter till:
- Riksväg 84 (vid Glissjöberg)